# きさらぎ (コンビニエンスストア)
株式会社きさらぎは高知県高知市若松町に本社があるコンビニエンスストアを運営している企業。現在、高知県で「くいしんぼ如月」と「食彩 きさらぎ」というブランド名で店舗展開している。

## 特徴
「くいしんぼ如月」の一番の特色は、コンビニエンスストアと持ち帰り弁当店を融合した業態である点である。店内に持ち帰り弁当を製造する厨房があり、24時間できたての弁当を購入することができる。これは元々持ち帰り弁当店を営んでいた同社が、24時間営業化し、さらにコンビニエンスストアの要素も取り入れたことで成功したことによる。特にチキンナンバンBIGなどチキンナンバンが入った弁当が人気であり県民からは「ビッグ」と呼ばれ、親しまれている。
コンビニエンスストアチェーンでは珍しく、例年正月三が日は休業する。また、テレビコマーシャルは独特のものである。
長年にわたって公式HPが開設されていなかったが、2014年4月1日に開設された。2016年4月21日から営業時間が7時から24時に変更された。

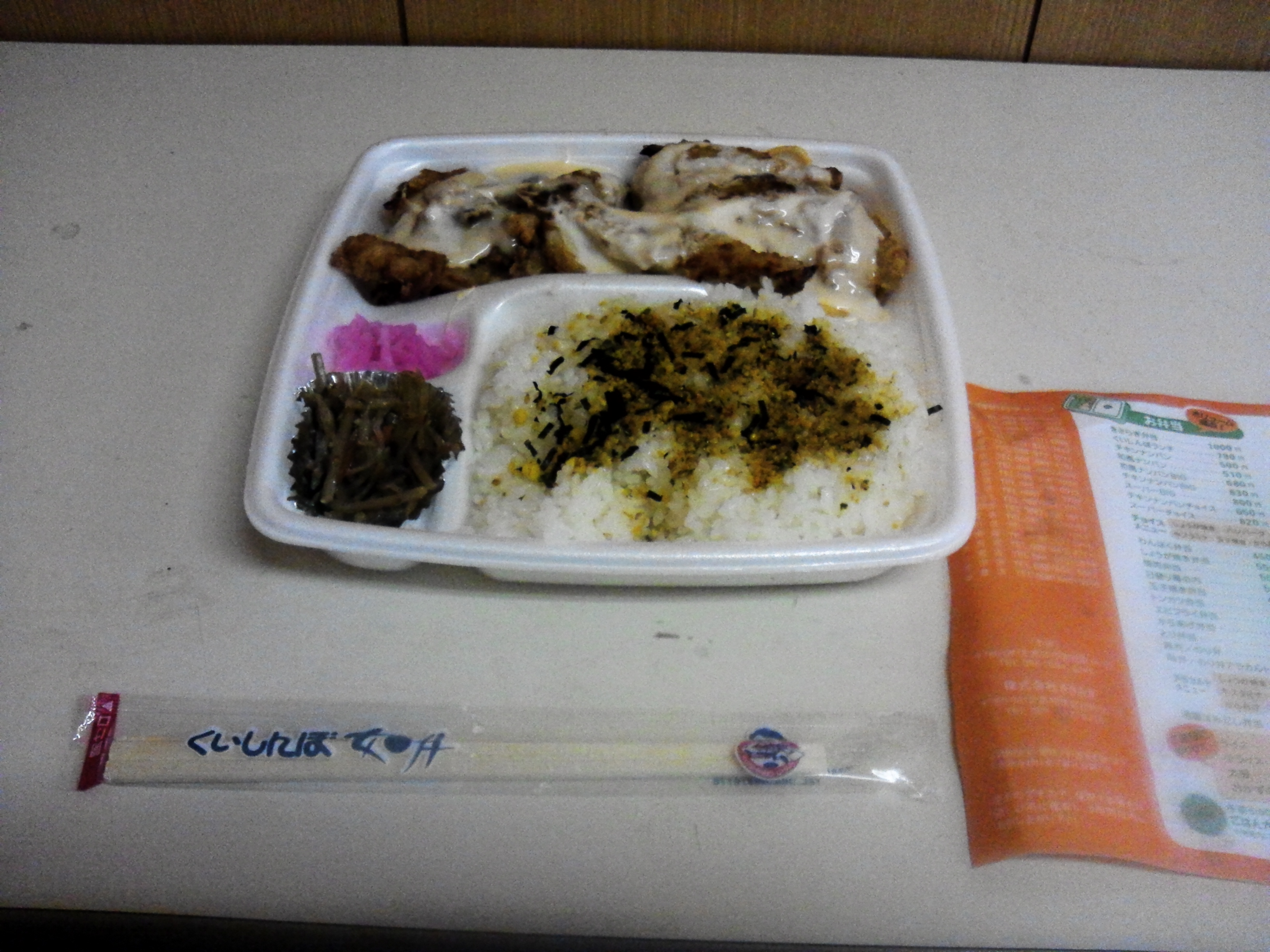
人気弁当の一つ。チキンナンバンBIG。ケチャップとマヨネーズで和えたソース付き。

## 店舗展開と概況
店舗は高知市内が多く、高知市以外では、安芸店（安芸市）、野市店（香南市）、土佐山田店（香美市）がある。
もともと高知県にはサニーマート系列のホットスパー（現在はフランチャイズ切り替えにより、全店舗がスリーエフ→ローソンとなっている）、弁当専門で長年競合しているほっかほっか亭と同社しかコンビニエンスストアを運営する企業がなかったが、1997年以降ローソン、ファミリーマートなどが参入、さらにほっともっとや2015年から高知県にセブン-イレブンも参入したため競争が激化している。

## 沿革
- 1977年（昭和52年）4月 - 有限会社よりみつとして設立。
- 1981年（昭和56年）11月 - 弁当テイクアウト事業部として「くいしんぼ」設立。
- 1992年（平成4年）
  - 2月 - 外部から新社長に川村栄一を招聘。
  - 9月 - 株式会社きさらぎに組織及び商号変更。

## くいしの日
語呂合わせで毎年9月14日をくいしの日とし、前後1日を含め9月13日〜9月15日に特別セールを行っている。この3日間は、名物のチキンナンバンが割安で提供される（2013年までは半額、2014年は330円、2017年は100円引き）。

## 店舗
- くいしんぼ如月 15店舗

（2024年10月現在）